# بيسونس لويما
بيسونس لويما (بالفنلندية: Loimaan Korikonkarit) هو فريق كرة سلة فنلندي للمحترفين تأسس في سنة 1964. ينافس في الدوري الفنلندي لكرة السلة.

## الإنجازات
- الدوري الفنلندي لكرة السلة
  - البطولة (2): 2011–12، 2012–13
    - الوصافة (1): 2014–15

## أبرز اللاعبين
من أبرز اللاعبين الذين لعبوا معه:
- رالف سامبسون الثالث
- مارتن زينو

## وصلات خارجية
- الموقع الرسمي

قالب:دوري اتحاد في تي بي